# El Maguey de Limones
El Maguey de Limones är en ort i Mexiko.   Den ligger i kommunen Villa de Arista och delstaten San Luis Potosí, i den centrala delen av landet, 400 km nordväst om huvudstaden Mexico City. El Maguey de Limones ligger 1 612 meter över havet och antalet invånare är 109.
Terrängen runt El Maguey de Limones är en högslätt. Runt El Maguey de Limones är det ganska glesbefolkat, med 23 invånare per kvadratkilometer. Närmaste större samhälle är San José del Arbolito, 3,9 km öster om El Maguey de Limones. Omgivningarna runt El Maguey de Limones är i huvudsak ett öppet busklandskap.